# Halowe Mistrzostwa Świata w Lekkoatletyce 2006 – sztafeta 4 × 400 m kobiet
Sztafeta 4 × 400 m kobiet – jedna z konkurencji rozgrywanych podczas halowych mistrzostw świata w lekkoatletyce w 2006. Eliminacje oraz finał odbyły się 12 marca.
Udział w tej konkurencji brały ekipy reprezentujące 8 państw. Zawody wygrała ekipa z Rosji (w składzie: Tatjana Lewina, Natalja Nazarowa, Olesia Krasnomowiec, Natalja Antiuch, Julija Guszczina, Tatjana Wieszkurowa). Drugą pozycję zajęły zawodniczki ze Stanów Zjednoczonych (w składzie: Debbie Dunn, Tiffany Ross-Williams, Monica Hargrove, Mary Wineberg, Kia Davis), trzecią zaś reprezentantki Białorusi (w składzie: Natałla Sałahub, Hanna Kazak, Juljana Juszczanka, Iłona Usowicz).

## Wyniki

### Eliminacje
Źródło: 
Bieg 1
| Miejsce | Zawodniczki                                                          | Państwo  | Wynik   | Uwagi |
| ------- | -------------------------------------------------------------------- | -------- | ------- | ----- |
| 1.      | Julija Guszczina Tatjana Wieszkurowa Tatjana Lewina Natalja Antiuch  | Rosja    | 3:25,91 |       |
| 2.      | Shellene Williams Ronetta Smith Moya Thompson Allison Beckford       | Jamajka  | 3:30,03 | NR    |
| 3.      | Grażyna Prokopek Monika Bejnar Marta Chrust-Rożej Małgorzata Pskit   | Polska   | 3:30,18 | SB    |
| 4.      | Monika Gaczewska Marijana Dimitrowa Teodora Kołarowa Tezdżan Naimowa | Bułgaria | 3:34,47 |       |

Bieg 2
| Miejsce | Zawodniczki                                                             | Państwo           | Wynik   | Uwagi |
| ------- | ----------------------------------------------------------------------- | ----------------- | ------- | ----- |
| 1.      | Natałla Sałahub Hanna Kazak Juljana Juszczanka Iłona Usowicz            | Białoruś          | 3:28,47 | NR    |
| 2.      | Debbie Dunn Tiffany Ross-Williams Monica Hargrove Kia Davis             | Stany Zjednoczone | 3:29,44 | SB    |
| 3.      | Melanie Purkiss Jennifer Meadows Emma Duck Helen Karagounis             | Wielka Brytania   | 3:29,59 | NR    |
| 4.      | Anastasija Rabczeniuk Olha Zawhorodnia Oksana Szczerbak Lilija Łobanowa | Ukraina           | 3:35,80 | SB    |

### Finał
Źródło: 
| Miejsce | Zawodniczki                                                         | Państwo           | Wynik   | Uwagi |
| ------- | ------------------------------------------------------------------- | ----------------- | ------- | ----- |
| 01 !    | Tatjana Lewina Natalja Nazarowa Olesia Krasnomowiec Natalja Antiuch | Rosja             | 3:24,91 |       |
| 02 !    | Debbie Dunn Tiffany Ross-Williams Monica Hargrove Mary Wineberg     | Stany Zjednoczone | 3:28,63 | SB    |
| 03 !    | Natałla Sałahub Hanna Kazak Juljana Juszczanka Iłona Usowicz        | Białoruś          | 3:28,65 |       |
| 4.      | Grażyna Prokopek Monika Bejnar Marta Chrust-Rożej Małgorzata Pskit  | Polska            | 3:28,95 | NR    |
| 5.      | Shellene Williams Novlene Williams Moya Thompson Allison Beckford   | Jamajka           | 3:29,54 | NR    |
| 6.      | Melanie Purkiss Jennifer Meadows Emma Duck Helen Karagounis         | Wielka Brytania   | 3:29,70 |       |